# Betania

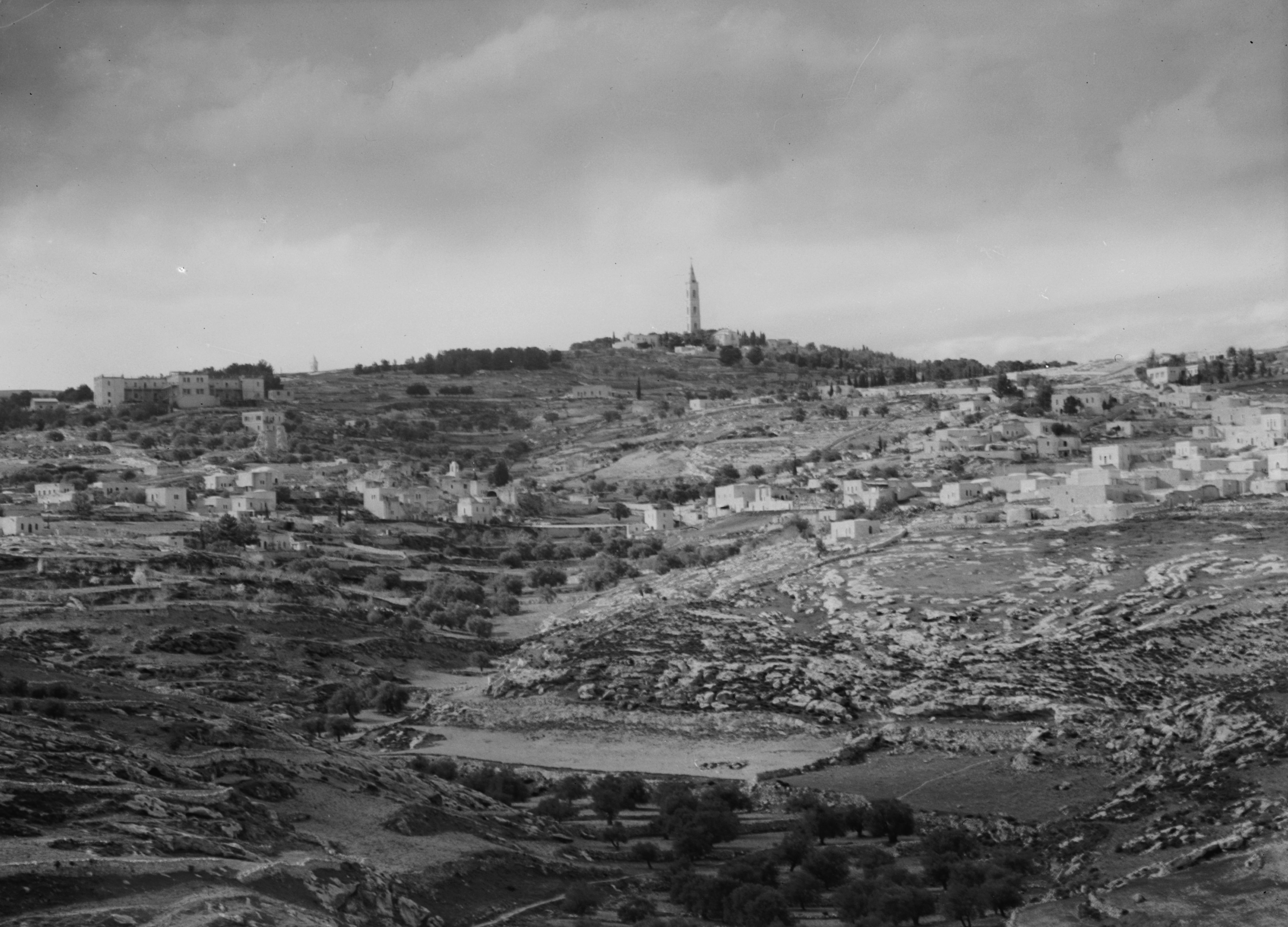
Betania negli anni 1940

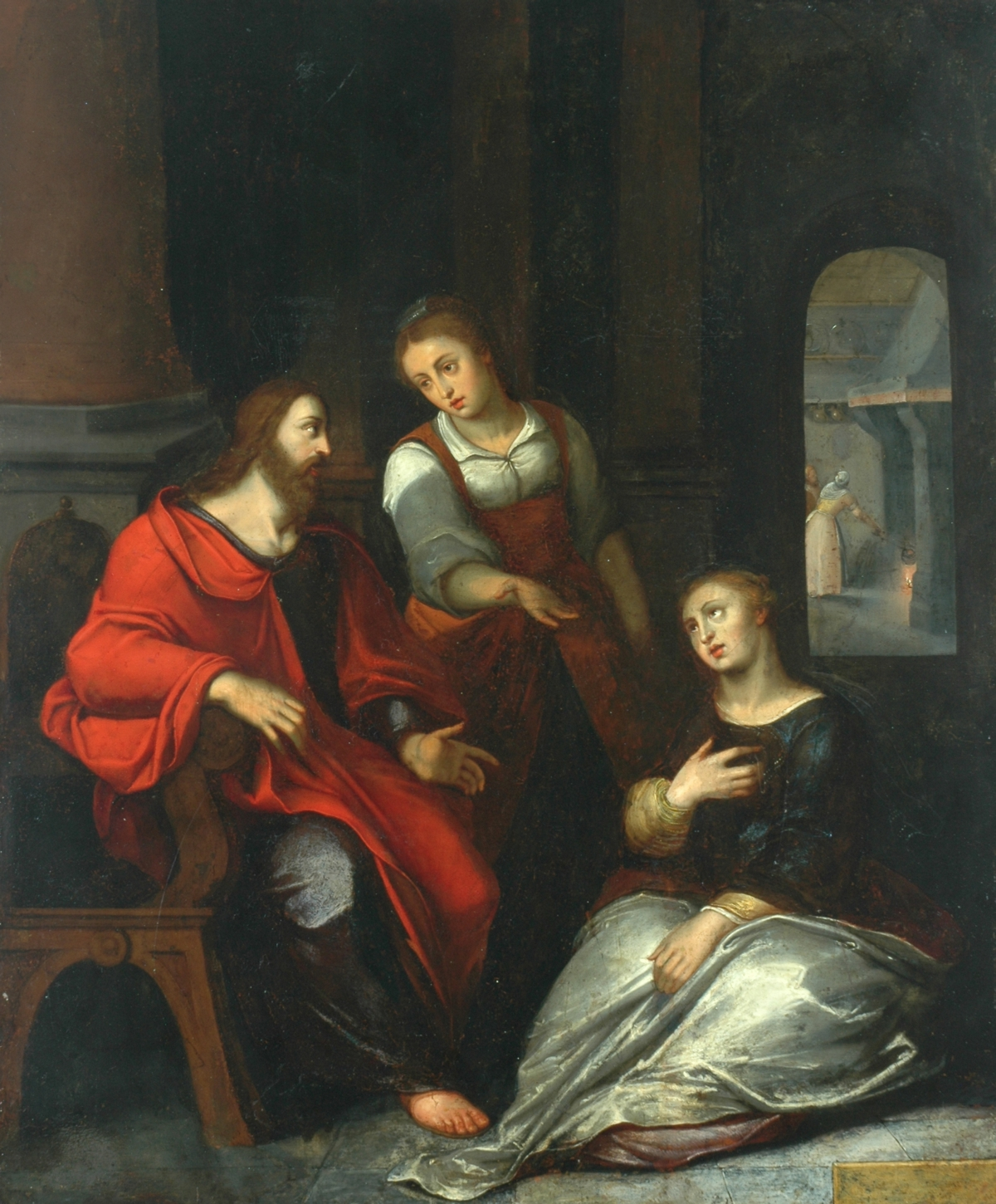
Marta e Maria

Betania o al-Azariyya (in arabo العيزرية‎?, al-Azariyya è un villaggio del Governatorato di Gerusalemme in Palestina, abitato in modo continuato dal VI secolo a.C.
È separata dalla Città santa dal muro di separazione israeliano. Oggi ha il nome arabo al-Azariyeh, che significa "luogo di Lazzaro", e nel 2017 ospitava una popolazione di oltre 22 000 abitanti.

## Toponimo
Il prefisso "Beth-" in ebraico significa "casa". La parte restante del nome ha origini controverse. La versione più accreditata traduce l'intera espressione come casa dei poveri. Alcuni invece ritengono Bethania sia un'abbreviazione di Beth-Ananiah o semplicemente Ananiah, una delle città della tribù di Beniamino; oppure che la seconda parte sia un altro nome di persona (p.es. Anaiah).

## Vangeli
Betania è nota poiché citata dai Vangeli, secondo i quali vi abitava Lazzaro, che fu risuscitato da Gesù (Giovanni 11,1-46), insieme alle sue sorelle Marta e Maria. Gesù inoltre vi passò in almeno altre due occasioni (Matteo 26,6-13, Matteo 21,17, Marco 14,3-9, Luca 10,38-42, Giovanni 12,1-8), secondo l'evangelista Luca (Luca 24,50-53) sarebbe il luogo dell'Ascensione di Gesù, avvenuta al termine dei 40 giorni dopo la Crocifissione (Atti degli Apostoli 1,3-11).
A Betania oggi sorge una chiesa dedicata a San Lazzaro, di epoca crociata; a breve distanza da essa si può visitare un'antica tomba scavata nella roccia, che la tradizione identifica con quella in cui Lazzaro fu sepolto.
Non va confusa con la "Betania oltre il Giordano" dove Giovanni il Battista esercitava il suo magistero  1,28).